# Vilde Bøe Risa
Vilde Bøe Risa (Bergen, 13 luglio 1995) è una calciatrice norvegese, centrocampista dell'Atlético Madrid e della nazionale norvegese.

## Palmarès

### Club
- Campionato svedese: 1

Kopparbergs/Göteborg: 2020
- Coppa di Svezia: 1

Kopparbergs/Göteborg: 2018-2019

### Nazionale
- Algarve Cup: 1

2019